# Sedum urvillei
Sedum urvillei är en fetbladsväxtart som beskrevs av Dc.. Sedum urvillei ingår i Fetknoppssläktet som ingår i familjen fetbladsväxter. Inga underarter finns listade i Catalogue of Life.

## Bildgalleri

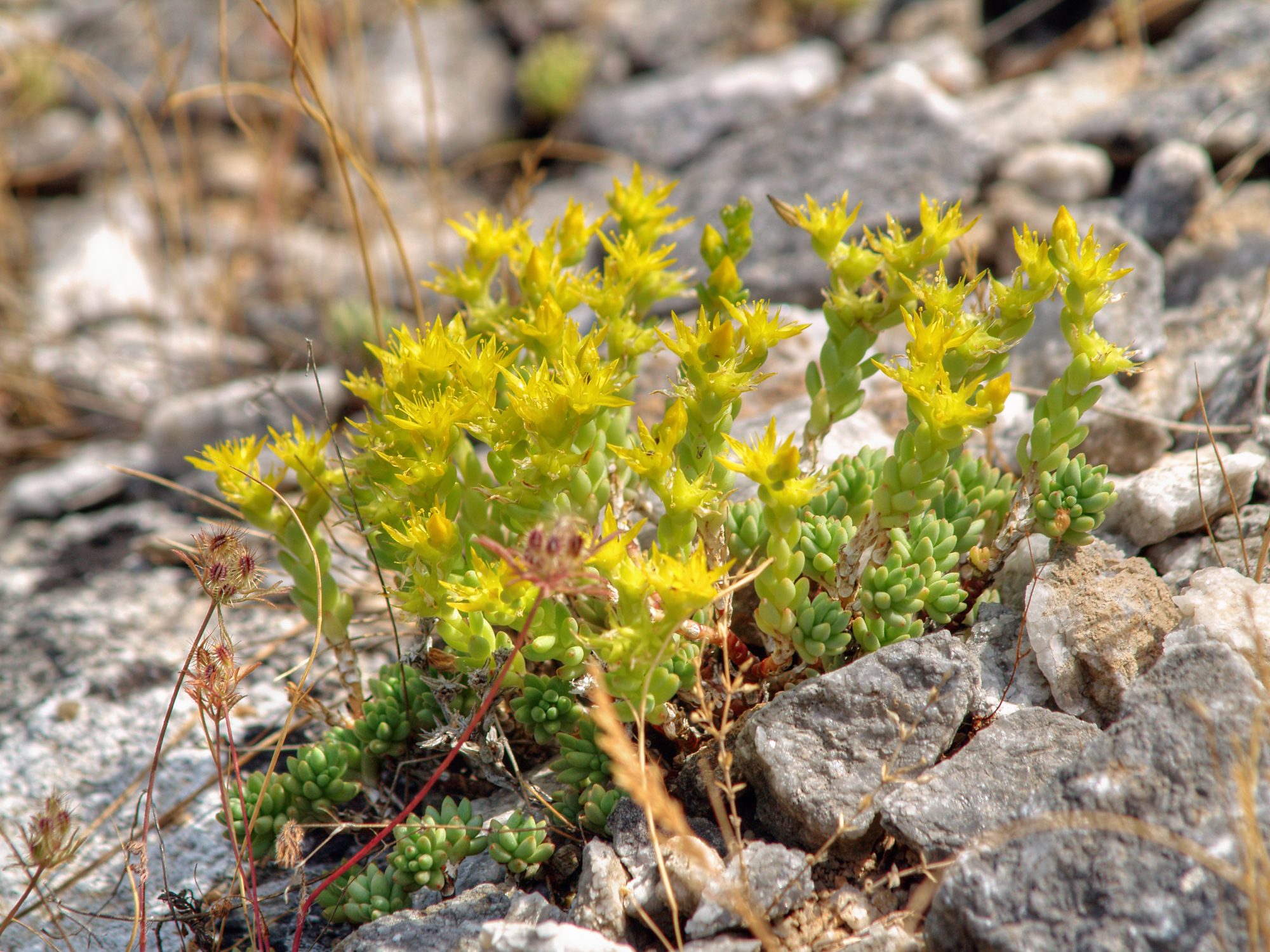